# Station Lehavim Rahat
Station Lehavim-Rahat (Hebreeuws: Taḥanat HaRakevet Lehavim-Rahat) is een treinstation in de Israëlische plaats Rahat.
De buitenwijken van Rahat, Lehavim en Bedouin worden aangedaan.
Het station ligt op het traject Beër Sjeva-Nahariya.
| Eindbestemming      | Vorig station    | Lijn                | Volgend station | Eindbestemming |
| ------------------- | ---------------- | ------------------- | --------------- | -------------- |
| Beër Sjeva-Centraal | Beër Sjeva-Noord | Beër Sjeva-Nahariya | Kiryat Gat      | Nahariya       |